# Nagytálya
Nagytálya è un comune dell'Ungheria di 869 abitanti (dati 2001). È situato nella contea di Heves.